# مغار (عفرين)
مغار قرية سوريّة تتبع إداريّاً لمحافظة حلب منطقة عفرين ناحية شيخ الحديد، بلغ تعداد سكانها 393 نسمة حسب التعداد السكاني لعام 2004.